# ザ・マジック・ウィップ
『ザ・マジック・ウィップ』（The Magic Whip）は、イギリスのロックバンド、ブラーの8枚目のスタジオ・アルバムである。香港とロンドンで録音され、2015年4月27日にパーロフォンから、2015年4月28日にワーナー・ブラザースから発売された。バンドにとって「シンク・タンク」（2003年）以来12年ぶりのスタジオアルバムであり、ブラーのキャリアにおいて最も長いスタジオアルバム間の空白期間を記録し、「13」（1999年）以来16年ぶりにオリジナルラインナップ（グレアムは『シンク・タンク』で1曲のみフィーチャー）が登場した 。 またこのアルバムは、バンドの長年のプロデューサー、スティーブン・ストリートが「ナース・アルバム」（1997年）以来に復帰したことを示すものでもある。
このアルバムは音楽評論家から称賛を受けた。全英アルバムチャートで初登場1位を獲得し、ブラーにとって6枚目の全英1位獲得アルバムとなった。10万枚以上の売り上げにより、英国レコード協会（BPI）よりゴールド認定を受けた。2012年のユニバーサル・ミュージック・グループによるEMIとその資産の買収に伴い、2013年にブラーがヴァージン・レコードから移籍した後、北米ではワーナー・ブラザースのもとでの最初のアルバムとなった。

## 概要
前作『シンク・タンク』から12年ぶりのリリース。
2013年5月、ブラーは日本の「Tokyo Rocks 2013」に出演する予定だった。しかし、理由は不明だがフェスティバルそのものがキャンセルされ、バンドは香港に5日間足止めされることになった。アジアワールド・エキスポ（赤鱲角）でのライブ中にリード・ボーカルのデーモン・アルバーンは、彼らの気を紛らわすためにエイヴォン・スタジオで新曲の制作に取り組むことを発表した。デーモンは後に、「出来上がった音楽がリリースされるかどうかは分からないんだ」と述べた。2014年7月、彼は「15曲ほどあるんだ...困ったことに、もし俺がその場にいることについて歌詞を書くことができていたら、レコードは完成していただろうな」「でも、一度に全部できないと、本当に散ってしまうこともあるよ。あのレコードで今何を歌えばいいのかわからないのさ。素晴らしい曲がいくつか入ってるけど、決して出てこないレコードのひとつになるかもしれないよ」とコメントした。
2014年11月、グレアム・コクソンはデーモンがソロ・アルバム『Everyday Robots』（2014年）のツアー中に、プロデューサーのスティーヴン・ストリートと共にレコーディングのさらなる作業を開始した。コクソンは「香港で作ったレコーディングのことをずっと考えていて、それがどれだけいい感じだったかを思い出したんだよ。もしもう一度見ていなかったら、自分が許せなかっただろうね」と発言した。グレアムは、アレックス・ジェームスとデイヴ・ロウントゥリーを密かにレコーディング・セッションに招待し、素材をさらに発展させることになる。完成が近づくと、グレアムはデーモンにこの曲がアルバムにふさわしいかどうかを確認するために提示した。12月のオーストラリア・ツアーからの帰途、デーモンは歌詞のインスピレーションを得るためにもう一度香港に立ち寄った。ヴォーカルは2015年1月末に完成し、アルバムのマスタリングはロンドンのチャイナタウン（倫敦唐人街）で報道陣に発表される前日の2015年2月18日に終了した。

## ジャケットとタイトル
アルバムのカバーアートは、アイスクリーム・コーンを囲むように中国語で書かれたblur(模糊)とmagic whip（魔鞭）という言葉が、ネオンライトで表現されたものであった。アルバムから最初に発表された楽曲 「ゴー・アウト」のリリック・ビデオを制作したアート・ディレクターのトニー・ハンは、2015年初頭にフロントマンのデーモンと会ってアルバムのアートワークについて話し合い、彼が香港を旅行した際の写真やエフェメラを見せてくれたという。トニーは「アルバム・タイトルのThe Magic Whip（アルバーン）は多面的であると説明した」、「イギリスではアイスクリーム、中国では花火、そして政治的な意味での "鞭"。これらの極端なものは、アルバムの異なる質感、幅、深さを反映することになるんだ」と発言した。トニーによると、バンドはこれらのテーマに触れつつ、このレコードが香港でどのように作られたか（バンドは市内の小さなスタジオで素早くレコーディングを行った）を感じさせるような「より生々しい感触」のカバーを望んでいたとのこと。

## プロモーション
「ゴー・アウト」の動画は、2015年2月19日にYouTubeにアップロードされた。続いて「ゼア・アー・トゥー・メニー・オブ・アス」、「ロンサム・ストリート」、「オン・オン」、「アイ・ブロードキャスト」のビデオがそれぞれ2015年3月20日、4月2日、6月3日、9月8日に公開された。「オン・オン」と、「マイ・テラコッタ・ハート」「アイ・ブロードキャスト」についてはアルバム発売直前にもプロモーションシングルとして配信されており、それぞれ公式オーディオがYouTubeにアップされたのは2015年4月18、21、23日のことである。日本盤のボーナス・トラックである「ヤオール・ドゥームド」は2015年4月27日に7インチ・シングルとしてリリースされた。 「ゴースト・シップ」は「アイ・ブロードキャスト」の再リリースと同時に、その後2015年10月23日にプロモーション・シングルとしてリリースされた。

## 批評
批評家によるレビューを100点満点で正規化したMetacriticでは、35件のレビューをもとに、アルバムは平均81点を獲得し、「万人受けした」ことが証明された。DIY誌の批評家ステファン・アクロイドは「彼らの魔法は相変わらず強いままだ」と述べた。テレグラフ紙のヘレン・ブラウンは、このアルバムが「勝利のカムバックであることが判明した」と述べ、「バンドのコア・アイデンティティを保持しながら、過去10年間に別々に発酵させてきたアイデアを、成熟した独特の新しい風味の組み合わせで彼らのサウンドに吹き込むことができる」と指摘した。
インデペンデントのアンディ・ギルは、このアルバムを「素敵なカムバック」と呼び、肯定的なレビューを与えた。スピンのライターのアンドリュー・アンターバーガーは、このアルバムを8/10の評価で、「ザ・マジック・ウィップは楽しいアルバムだ、ゴリラズのLPとほぼ同じくらい」と記載し、「ザ・マジック・ウィップはバンドのより瞑想的だった日々に、十分に威厳と陰謀を見つけて、バンドのどのクラシックLPの相手としてもふさわしいままだ」と付け加えている。ローリング・ストーン誌に寄稿したデヴィッド・フリックは、このアルバムを5つ星のうち4つとし、「遺産を固める暗く魅惑的なセット」と呼び、「ブラーは惜しみないインスピレーションを持って戻ってきた」と述べている
。

## 受賞
| Publication   | Accolade                      | Year | Rank |
| ------------- | ----------------------------- | ---- | ---- |
| NME           | NME's Albums of the Year 2015 | 2015 | 15   |
| Stereogum     | The 50 Best Albums of 2015    | 2015 | 23   |
| Rolling Stone | 50 Best Albums of 2015        | 2015 | 10   |

## 収録曲
| 全作詞・作曲: デーモン・アルバーン、グレアム・コクソン、アレックス・ジェームス 、 デイヴ・ロウントゥリー。 |                                                                       |                                                                                                |                                                                                                |
| # | タイトル                                                              | 作詞                                                                                           | 作曲・編曲                                                                                     |
| 1. | 「ロンサム・ストリート - Lonesome Street」                            | デーモン・アルバーン 、 グレアム・コクソン 、 アレックス・ジェームス 、 デイヴ・ロウントゥリー | デーモン・アルバーン 、 グレアム・コクソン 、 アレックス・ジェームス 、 デイヴ・ロウントゥリー |
| 2. | 「ニュー・ワールド・タワーズ - New World Towers」                     | デーモン・アルバーン 、 グレアム・コクソン 、 アレックス・ジェームス 、 デイヴ・ロウントゥリー | デーモン・アルバーン 、 グレアム・コクソン 、 アレックス・ジェームス 、 デイヴ・ロウントゥリー |
| 3. | 「ゴー・アウト - Go Out」                                             | デーモン・アルバーン 、 グレアム・コクソン 、 アレックス・ジェームス 、 デイヴ・ロウントゥリー | デーモン・アルバーン 、 グレアム・コクソン 、 アレックス・ジェームス 、 デイヴ・ロウントゥリー |
| 4. | 「アイスクリーム・マン - Ice Cream Man」                              | デーモン・アルバーン 、 グレアム・コクソン 、 アレックス・ジェームス 、 デイヴ・ロウントゥリー | デーモン・アルバーン 、 グレアム・コクソン 、 アレックス・ジェームス 、 デイヴ・ロウントゥリー |
| 5. | 「ソート・アイ・ワズ・ア・スペースマン - Thought I Was a Spaceman」   | デーモン・アルバーン 、 グレアム・コクソン 、 アレックス・ジェームス 、 デイヴ・ロウントゥリー | デーモン・アルバーン 、 グレアム・コクソン 、 アレックス・ジェームス 、 デイヴ・ロウントゥリー |
| 6. | 「アイ・ブロードキャスト - I Broadcast」                              | デーモン・アルバーン 、 グレアム・コクソン 、 アレックス・ジェームス 、 デイヴ・ロウントゥリー | デーモン・アルバーン 、 グレアム・コクソン 、 アレックス・ジェームス 、 デイヴ・ロウントゥリー |
| 7. | 「マイ・テラコッタ・ハート - My Terracotta Heart」                    | デーモン・アルバーン 、 グレアム・コクソン 、 アレックス・ジェームス 、 デイヴ・ロウントゥリー | デーモン・アルバーン 、 グレアム・コクソン 、 アレックス・ジェームス 、 デイヴ・ロウントゥリー |
| 8. | 「ゼア・アー・トゥー・メニー・オブ・アス - There Are Too Many of Us」 | デーモン・アルバーン 、 グレアム・コクソン 、 アレックス・ジェームス 、 デイヴ・ロウントゥリー | デーモン・アルバーン 、 グレアム・コクソン 、 アレックス・ジェームス 、 デイヴ・ロウントゥリー |
| 9. | 「ゴースト・シップ - Gosht Ship」                                     | デーモン・アルバーン 、 グレアム・コクソン 、 アレックス・ジェームス 、 デイヴ・ロウントゥリー | デーモン・アルバーン 、 グレアム・コクソン 、 アレックス・ジェームス 、 デイヴ・ロウントゥリー |
| 10. | 「ピョンヤン - Pyongyang」                                            | デーモン・アルバーン 、 グレアム・コクソン 、 アレックス・ジェームス 、 デイヴ・ロウントゥリー | デーモン・アルバーン 、 グレアム・コクソン 、 アレックス・ジェームス 、 デイヴ・ロウントゥリー |
| 11. | 「オン・オン - Ong Ong」                                              | デーモン・アルバーン 、 グレアム・コクソン 、 アレックス・ジェームス 、 デイヴ・ロウントゥリー | デーモン・アルバーン 、 グレアム・コクソン 、 アレックス・ジェームス 、 デイヴ・ロウントゥリー |
| 12. | 「ミラーボール - Mirror Ball」                                        | デーモン・アルバーン 、 グレアム・コクソン 、 アレックス・ジェームス 、 デイヴ・ロウントゥリー | デーモン・アルバーン 、 グレアム・コクソン 、 アレックス・ジェームス 、 デイヴ・ロウントゥリー |

| #   | タイトル                                | 作詞 | 作曲・編曲 |
| --- | --------------------------------------- | ---- | ---------- |
| 13. | 「ヤオール・ドゥームド - Y'all Doomed」 |      |            |

## パーソナル
Blur
- デーモン・アルバーン – ボーカル、キーボード、シンセサイザー、アコースティック・ギター、iPad
- グレアム・コクソン – エレクトリック・ギター、バッキング・ボーカル、 リード・ボーカル(Lonesome Street", "Thought I Was a Spaceman", and "Y'all Doomed")
- アレックス・ジェームス – ベース・ギター
- デイヴ・ロウントゥリー – ドラム、パーカッション、バッキング・ボーカル

## チャート
| Chart (2015)                             | Peak position |
| ---------------------------------------- | ------------- |
| オーストラリア (ARIA)                    | 5             |
| オーストリア (Ö3 Austria)                | 2             |
| ベルギー (Ultratop Flanders)             | 5             |
| ベルギー (Ultratop Wallonia)             | 8             |
| カナダ (Billboard)                       | 15            |
| デンマーク (Hitlisten)                   | 3             |
| オランダ (MegaCharts)                    | 4             |
| フィンランド (Suomen virallinen lista)   | 12            |
| フランス (SNEP)                          | 3             |
| ドイツ (Offizielle Top 100)              | 3             |
| ハンガリー (MAHASZ)                      | 2             |
| アイルランド (IRMA)                      | 1             |
| イタリア (FIMI)                          | 7             |
| 日本 (オリコン)                          | 5             |
| ニュージーランド (RMNZ)                  | 8             |
| ノルウェー (VG-lista)                    | 8             |
| ポーランド (ZPAV)                        | 15            |
| ポルトガル (AFP)                         | 5             |
| スコットランド (OCC)                     | 1             |
| South Korean International Albums (Gaon) | 31            |
| スペイン (PROMUSICAE)                    | 10            |
| スウェーデン (Sverigetopplistan)         | 30            |
| スイス (Schweizer Hitparade)             | 4             |
| UK アルバムズ (OCC)                      | 1             |
| US Billboard 200                         | 24            |

### 年間チャート
| Chart (2015)                 | Position |
| ---------------------------- | -------- |
| ベルギー (Ultratop Flanders) | 85       |
| フランス(SNEP)               | 141      |
| イギリス (OCC)               | 59       |

### 認定
| 国/地域                  | 認定 | 認定/売上数 |
| ------------------------ | ---- | ----------- |
| イギリス (BPI)           | Gold | 100,000*    |
| * 認定のみに基づく売上数 |      |             |